# Uniwersytet Erazma w Rotterdamie
Uniwersytet Erazma w Rotterdamie (Erasmus Universiteit Rotterdam, EUR) jest uniwersytetem w Holandii. Specjalizuje się on w zarządzaniu, organizacji, politologii, jak również medycynie i opiece zdrowotnej. Roczny budżet uczelni sięga €542 milionów.

## Historia

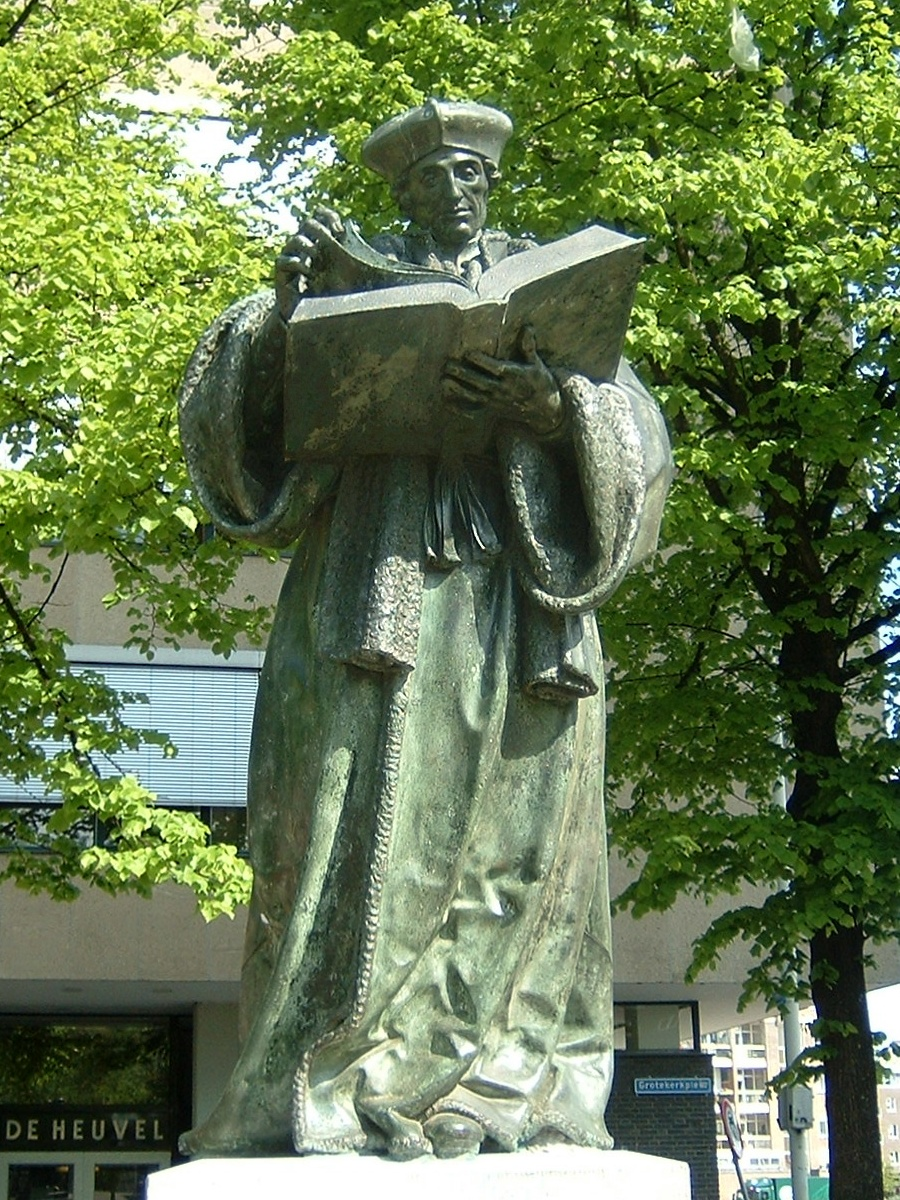
Posąg Erazma z Rotterdamu przed budynkiem Erasmus Universiteit Rotterdam

Uniwersytet istnieje w obecnej formie od 1973, choć jego historia sięga 1913 roku, kiedy została założona prywatna Holenderska Szkoła Biznesu we współpracy ze środowiskiem przedsiębiorców w Rotterdamie. W 1939 została uznana za jednostkę szkolnictwa wyższego o charakterze naukowym, co pociągnęło za sobą zmianę nazwy na Holenderską Szkołę Ekonomii. Rosnące zapotrzebowanie na rynku pracy na specjalistów również z innych dziedzin pociągnęło za sobą założenie w latach 60. wydziałów Prawa oraz Nauk Społecznych, a w kolejnych dekadach również wydziałów Filozofii, Historii i Nauk Humanistycznych oraz Zarządzania w Biznesie.
Niezależnie od szkoły biznesu, wieloletnie wysiłki Fundacji na rzecz Edukacji Medycznej doprowadziły do założenia przez rząd w 1966 kształcącego przyszłych medyków Wydziału Medycznego w Rotterdamie. Szpital Dijkzigt, szpital dziecięcy Sophia, oraz klinika Daniela den Hoeda, utworzyły Szpital Uniwersytecki w Rotterdamie. Od 1 stycznia 2003 nosi on nazwę Centrum Medycznego Erazma.
W 1973, Wydział Medyczny i Holenderska Szkoła Ekonomii połączyły się w Uniwersytet Erazma, którego patronowi Erazmowi z Rotterdamu miasto zawdzięcza wielowiekową sławę w świecie akademickim.

## Rankingi

### Rotterdam School of Management
Zarówno ranking europejskich szkół biznesowych Financial Times European Business School oraz światowy ranking MBA regularnie klasyfikują Rotterdam School of Management (RSM) w pierwszej dziesiątce najlepszych szkół biznesowych w Europie. QS regularnie klasyfikuje kierunek studiów magisterskich MSc Finance & Investments jako jeden z wiodących kierunków finansowych na świecie. W 2024 roku kierunek został zaklasyfikowany jako 25. najlepszy kierunek w dziedzinie finansów na świecie oraz 12. najlepszy w Europie kontynentalnej.

## Wybrani wykładowcy
- Pim Fortuyn
- Neelie Kroes
- Jan Tinbergen